# Uichirō Hatta
Uichirō Hatta (八田 卯一郎?, Hatta Uichirō; 10 settembre 1903 – 20 aprile 1989) è stato un calciatore giapponese, di ruolo centrocampista.

## Biografia
Uichirō Hatta debuttò il 17 maggio 1925 nella Nazionale di calcio del Giappone, durante l'edizione di quell'anno dei Giochi dell'Estremo Oriente a Manila, giocando contro le Filippine, contro le quali il Giappone vinse segnando 4 gol. Disputò inoltre la partita del 20 maggio contro la Cina, che si concluse con un risultato di 2-0 a favore dei giapponesi.
Uichirō Hatta fece parte anche della squadra comunale di Osaka.